# Stemma di Saba
Lo stemma di Saba (Wapen van Saba in olandese) è lo stemma dell'omonima municipalità speciale dei Paesi Bassi caraibici.
È stato istituito nel 1985 dal consiglio dell'isola di Saba, quando era ancora parte delle Antille olandesi.

## Descrizione
Lo stemma è costituito da uno scudo color metallo, sul quale, sopra, si trova la testa di una berta di Audubon, simbolo dell'isola, e ai lati sono presenti delle foglie di cavolo saban.
Al centro dello scudo sono rappresentati l'isola stessa, con una nuvola nella cima più alta, un pesce tropicale giallo e blu, una barca a vela e una patata, tutti simboli che rappresentano la pesca e l'agricoltura locali.
Il motto nazionale è scritto su uno stendardo dorato sotto lo scudo: Remis Velisque.